# Anadia (Alagoas)
Anadia is een gemeente in de Braziliaanse deelstaat Alagoas. De gemeente telt 17.740 inwoners (schatting 2009).
De gemeente grenst aan Boca da Mata, São Miguel dos Campos, Campo Alegre, Limoeiro de Anadia, Taquarana, Tanque d'Arca, Belém en Maribondo.